# Dietlikon
Dietlikon (gsw. Dietlike) – miejscowość i gmina (Politische Gemeinde) w północnej Szwajcarii, w kantonie Zurych, w okręgu (Bezirk) Bülach.

## Demografia
W Dietlikonie mieszka 7855 osób. W 2021 roku 25,5% populacji gminy stanowiły osoby urodzone poza Szwajcarią.

## Transport
Przez teren gminy przebiegają autostrady A1 i A4 oraz droga główna nr 4.